# Krími karaiták
A krími karaiták türk eredetű népcsoport tagjai, akik a zsidó vallás egyik ágát, a karaita judaizmust követik.

## Történetük
Krími őshazájukból kivándorolva a mai Litvánia déli részén és Ukrajna nyugati részén telepedtek le. Vallási központjuk a litvániai Trakai városka volt. A karaita kisebbség a 14. század végén telepedett le Trakaiban. A trakai várat építő Vitold litván nagyfejedelem hívatta őket ide, feladatuk a vár őrzése volt. A karaita nyelv a türk nyelvcsaládba tartozik. A nép neve a hitük elnevezéséből származik, amelyben felfedezhetünk az iszlámra emlékeztető motívumokat is, de alapvetően a zsidó vallás törvényeit követik. A trakai vártól a Karaimų utcán kell tovább haladnunk, itt állnak a karaita népcsoport házai, illetve kenesája, temploma. A karaiták házai külön városnegyedet képeznek, amely 1441 óta külön önkormányzattal rendelkezik. Házaik jellegzetesek: a falak rögtön a járda mellett vannak, és három ablak néz az utcára. A karaiták nemzeti étele a kibinai, nemzeti italuk pedig a krupnik.